# 스퀘어스페이스
스퀘어스페이스(Squarespace, Inc.)는 뉴욕시에 본사를 둔 미국의 웹사이트 구축 및 호스팅 회사이다. 웹사이트 구축 및 호스팅을 위한 서비스형 소프트웨어를 제공하며 사용자가 미리 구축된 웹 사이트 템플릿과 끌어서 놓기 요소를 사용하여 웹 페이지를 만들고 수정할 수 있도록 한다.
2003년 앤서니 카살레나(Anthony Casalena)는 메릴랜드 대학교 칼리지 파크에 재학하는 동안 블로그 호스팅 서비스로 스퀘어스페이스를 설립했다. 그는 2006년 매출이 100만 달러에 달할 때까지 유일한 직원이었다. 회사는 2010년 30명의 직원에서 2015년에는 550명으로 성장했다. 2014년까지 벤처 캐피털에서 총 7,850만 달러를 조달했다. 전자상거래 도구, 도메인 이름 서비스 및 분석이 추가되었다. 코딩 백엔드를 드래그 앤 드롭 기능으로 교체했다. 2021년 5월 19일에 뉴욕 증권거래소에서 거래를 시작했다. W3Techs에 따르면 스퀘어스페이스는 상위 1천만 개 웹 사이트 중 1.9%에서 사용된다.